# James Davies (homme politique)
Pour les articles homonymes, voir James Davies (homonymie) et Davies.
James Michael Davies (né le 27 février 1980) est un homme politique du parti conservateur britannique et député de la vale of Clwyd de 2015 à 2017, et de 2019 à 2024.

## Vie privée
Davies est né à St Asaph dans sa circonscription. Il fait ses études à la King's School de Chester et au Christ's College de Cambridge. Il est médecin généraliste spécialisé dans la démence. Davies est élu au conseil de Prestatyn en 2004. Il est marié à Nina et ils ont deux jeunes fils ,.

## Carrière parlementaire
Lors des élections générales de 2015, il est élu député de Vale of Clwyd avec 39% des voix, devant le sortant Chris Ruane du Labour qui a obtenu 38,4%. Ruane occupait le siège pendant 18 ans, mais Davies obtient 237 voix de plus .
Davies perd son siège aux élections générales de 2017 au Royaume-Uni . Il est réélu au parlement lors des élections de 2019.
Davies est conseiller du groupe environnemental appelé Eco Central. En 2020, une enquête menée par DeSmog et The Independent révèle que Martin MacKinnon, un groupe de réflexion pro- Brexit basé à Cardiff, basé au Center for Welsh Studies, a créé le groupe. Le groupe mène des campagnes Facebook, dont certaines présentaient des images trafiquées de la militante adolescente Greta Thunberg et poste une bannière Facebook qualifiant le cinéaste Sir David Attenborough d'«éco-hypocrite» .
Davies vote contre les enquêtes sur la Guerre d'Irak, la majorité de son parti vote pour. Il vote pour déclencher l'article 50 avant avril 2017 .